# Mariä Himmelfahrt (Hetzlos)

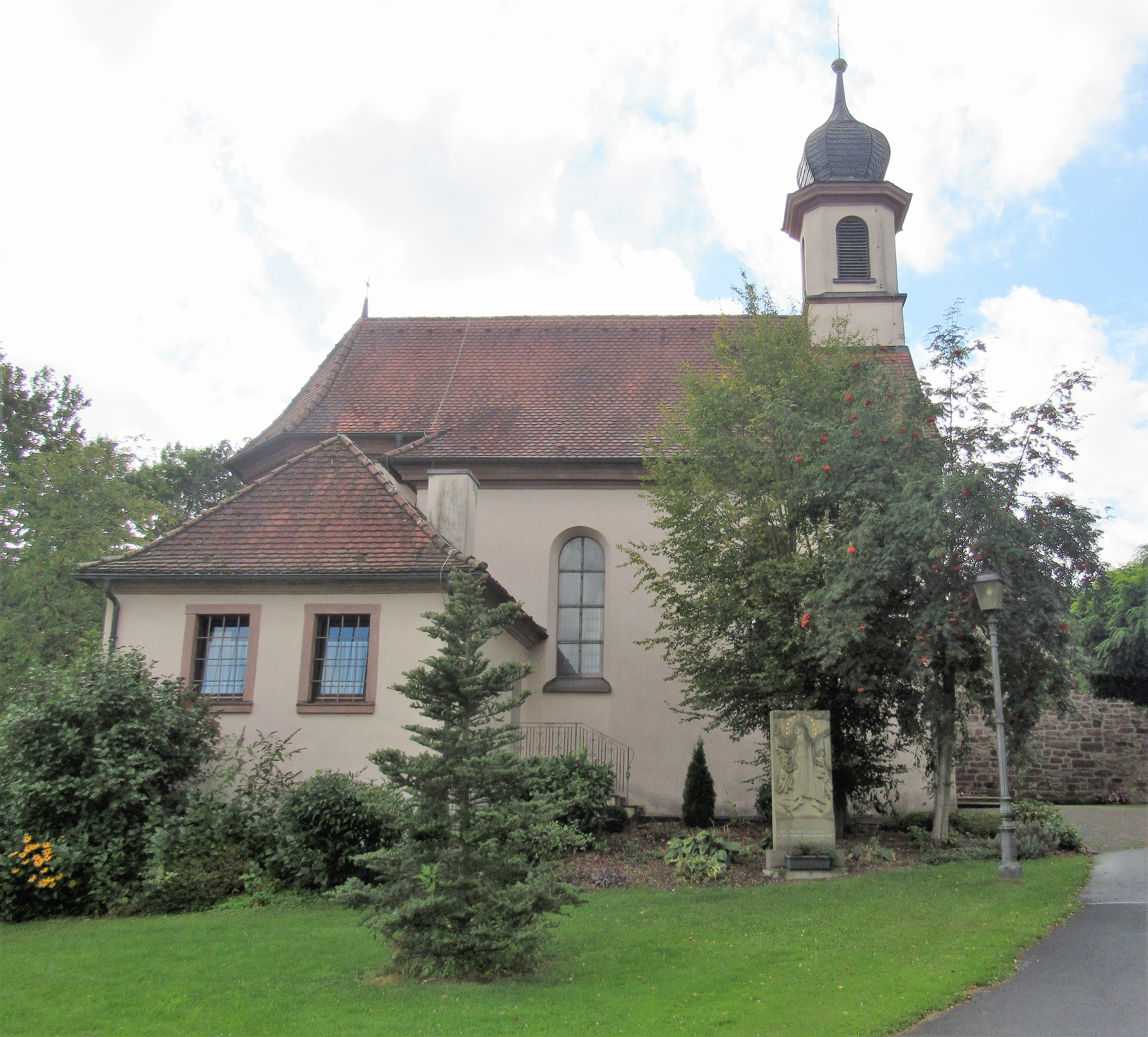
Die Kirche in Hetzlos

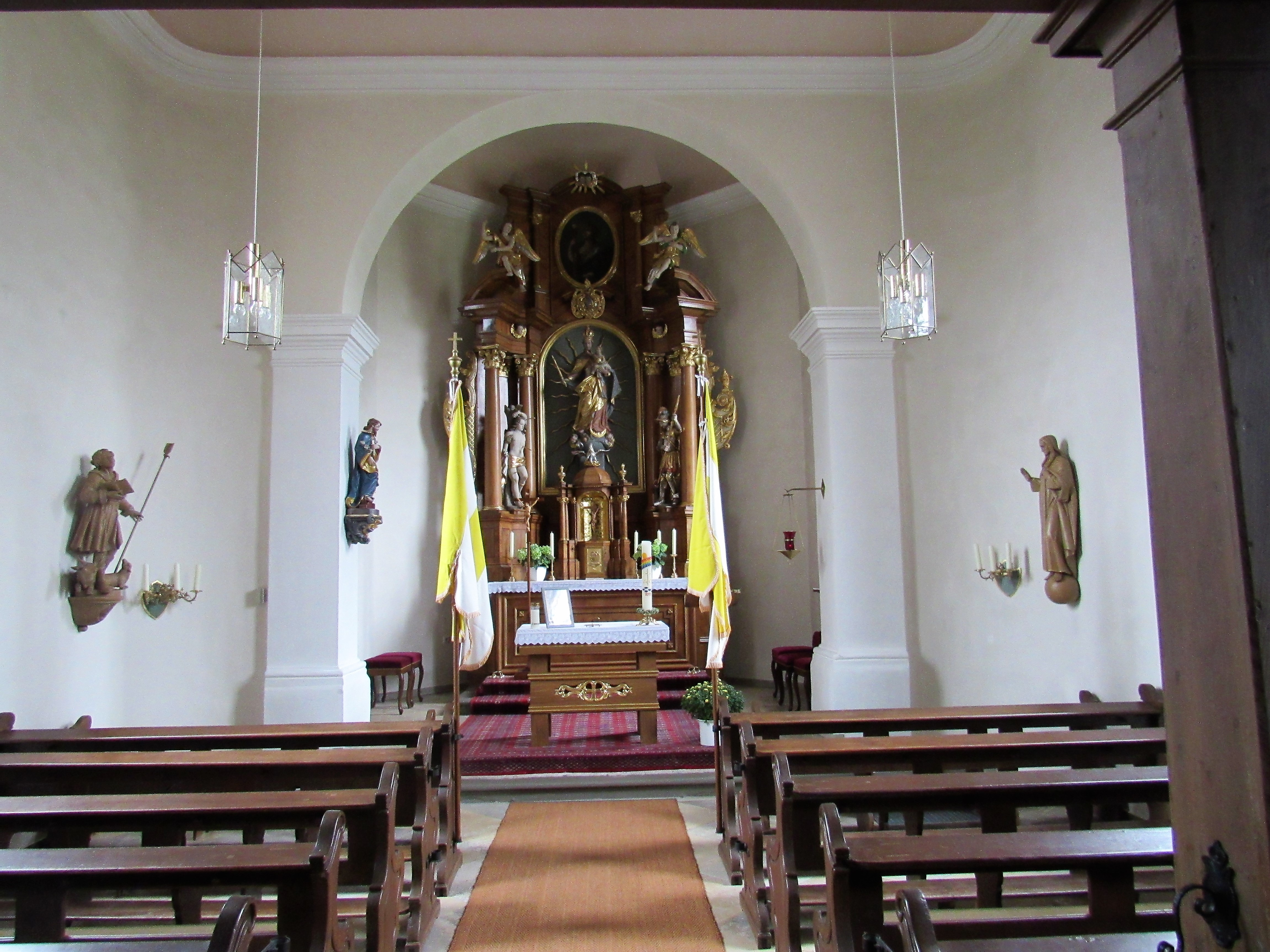
Innenraum der Kirche

Die römisch-katholische Filialkirche Mariä Himmelfahrt ist die Dorfkirche von Hetzlos, einem Ortsteil von Oberthulba im unterfränkischen Landkreis Bad Kissingen. Sie gehört zu den Baudenkmälern von Oberthulba und ist unter der Nummer D-6-72-134-27 in der Bayerischen Denkmalliste registriert. Hetzlos gehört zusammen mit Frankenbrunn, Hassenbach, Oberthulba, Reith, Schlimpfhof, Thulba und Wittershausen zur Pfarreiengemeinschaft St. Michael im Thulbatal.

## Geschichte
Hetzlos gehörte als Filiale zur Pfarrei Thulba, für die erstmals im Jahr 1600 durch das Kloster Thulba ein Pfarrer eingesetzt wurde.
Die Kirche wurde im Jahr 1775 im Auftrag von Lothar von Erthal errichtet und am 14. September 1777 eingeweiht.
Renovierungen der Kirche fanden in den Jahren 1962 bis 1965 und nach einem Schwelbrand 1989 statt.

## Beschreibung und Ausstattung
Der Chor der Kirche weist nach Süden. An der Nordseite des Langhauses ist der Kirchturm als Dachreiter errichtet. Die Sakristei ist an der Ostseite angebaut. In der Mitte des Hochaltars von 1736 befindet sich eine  1775 geschaffene steinerne Muttergottes mit Kind. Die Seitenfiguren stellen den heiligen Sebastian (links) und den heiligen Georg (rechts) dar. Darüber ist die heilige Barbara abgebildet.

## Geläut
Die kleinen Glocke  mit der Inschrift „Ave Maria gratia plena“ (Durchmesser 36 cm) wurde im Jahr 1747 gegossen. Anstelle der Muttergottesglocke von 1879, die nicht mehr vorhanden ist, lieferte der Glockengießer Benjamin Grüninger in Villingen im Jahr 1949 eine neue Glocke (Durchmesser 63 cm). Als Schlagtöne sind g′′ und h′′ anzunehmen.

## Weblink
- Die Kirche im Internetauftritt der Pfarreiengemeinschaft